# Пеньківка (Вілейський район)
Пеньківка (біл. вёска Пянькоўка) — село в складі Вілейського району Мінської області, Білорусь. Село підпорядковане Хотеньчицькій сільській раді, розташоване в північній частині області.

## Історія
У 1921–1945 роках маёнтак знаходилось у Польщі, у Вільнюськім воєводстві, Вілейського повіту, у гміні Ілля.

## Населення
- 1921 рік — 4 людини, 1 будинків[1].
- 1931 рік — 18 людини, 2 будинків[2].